# Isla Apéndice
La isla Apéndice (según Argentina) o isla Ribera, también isla Telegrafista Ribera (según Chile) es una isla situada en la bahía Hughes frente a la costa Danco, en la costa oeste de la península Antártica.
Se encuentra al norte de la punta Renzo, al oeste de la punta Sucia, y a 4,5 kilómetros al sur de la punta Cierva (también conocida como Cabo Primavera o Tisné), frente a  la caleta Brialmont. Está separada del continente por el paso Alfaro.
La isla está formada por un morro alto, de forma característica, que alcanza los 538 metros de altura. Libre de hielos en verano, está cubierta de abundante vegetación.

## Historia y toponimia
Fue cartografiada por la Expedición Antártica Belga el 24 de enero de 1898 y nombrada Cabo Von Sterneck en honor a Robert Daublebsky von Sterneck, quien diseñó el péndulo, aparato usado por la expedición.
En Argentina, el nombre Isla Apéndice aparece en una carta náutica de 1957, tras su relevamiento realizado en la campaña antártica argentina de 1953-1954. El nombre describe su forma. En 1956 figuró en una publicación argentina como isla César.
En Chile, fue denominada por la Primera Expedición Antártica Chilena en 1947, en honor al telegrafista de la expedición, Carlos Ribera, tras cartografiarla y confirmar que se trataba de una isla.
En Reino Unido, tras ser fotografiada desde el aire por Falkland Islands and Dependencies Aerial Survey Expedition (FIDASE) entre 1956 y 1957, en 1960 fue nombrada Sterneck Island por el Comité de Topónimos Antárticos del Reino Unido. Previamente, en una publicación de 1959, apareció con el nombre de Andrew Island.

## Ecología

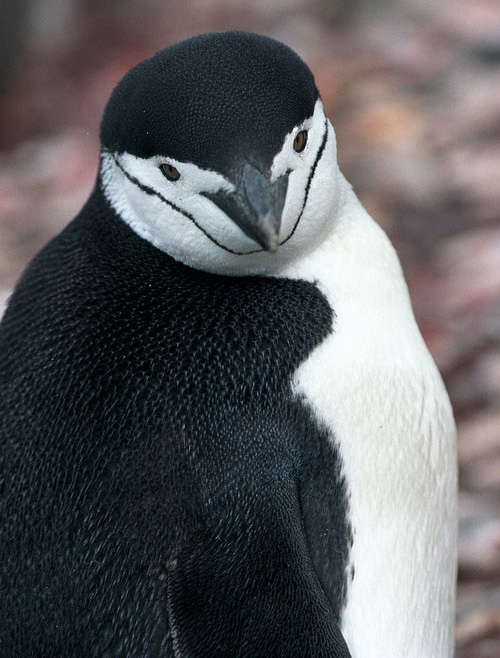
Pingüino barbijo.

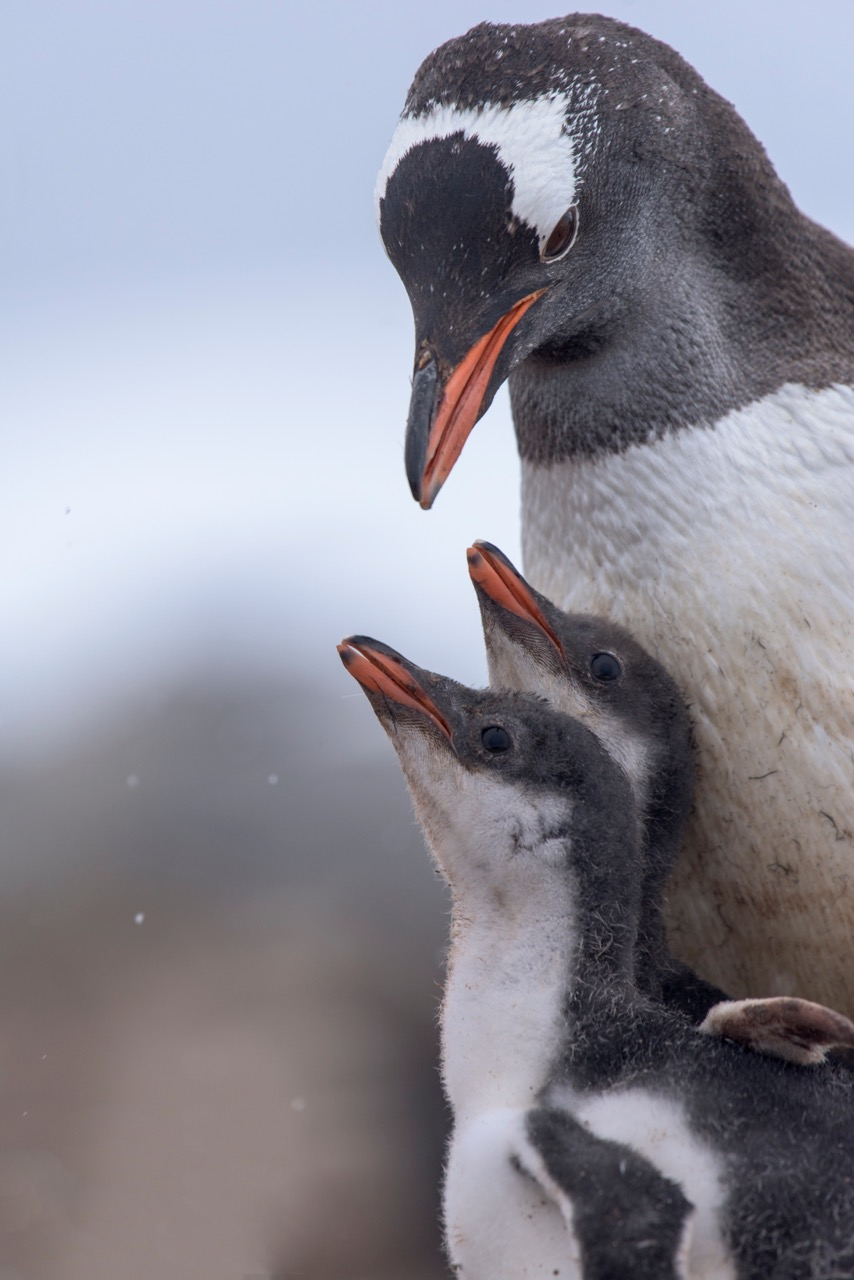
Pingüino gentú con sus crías.

La isla está protegida desde 1985 por el Sistema del Tratado Antártico. Fue el Sitio de Especial Interés Científico N.º 15 hasta 2002, y desde entonces es la Zona Antártica Especialmente Protegida N.º 134 "Punta Cierva e islas litorales, costa Danco, península Antártica" bajo propuesta y conservación de Argentina.
La ZAEP también incluye parte de la punta Cierva (de la que toma su nombre), la isla José Hernández (o Bofill), los islotes Musgo (o López), el islote Mar (o Pingüino) y otros islotes cercanos a la costa, así como el mar intermedio y la zona intermareal en la bahía Hughes; sumando un área total de 59,03 km². Fue designada como tal por el gran valor científico de su biodiversidad inusual, que incluye numerosas especies de plantas, aves e invertebrados. La topografía única, con la abundancia y diversidad de la vegetación, ha creado condiciones favorables para la formación de numerosos microhábitats.
Un sitio de 6540 hectáreas de tierra y mar, que incluye a la isla, ha sido identificado como un área importante para la conservación de las aves por BirdLife International. Se superpone parcialmente con la ZAEP.

### Fauna
A fines de la década de 1980, se registraron 135 parejas reproductoras de abantos marinos antárticos (Macronectes giganteus) anidando en las isla Apéndice y los islotes Musgo. En enero de 1987, se hizo una estimación aproximada de 3100 pares de pingüinos barbijo (Pygoscelis antarcticus) presentes en las islas Apéndice y José Hernández, y se contaron 450 parejas de pingüinos gentú (Pygoscelis papua) en la isla Apéndice. En años recientes, se registraron 3305 pares de pingüinos gentú en la isla entre 2010 y 2011, y solo 16 pares de pingüinos barbijo, en la misma temporada.

### Flora

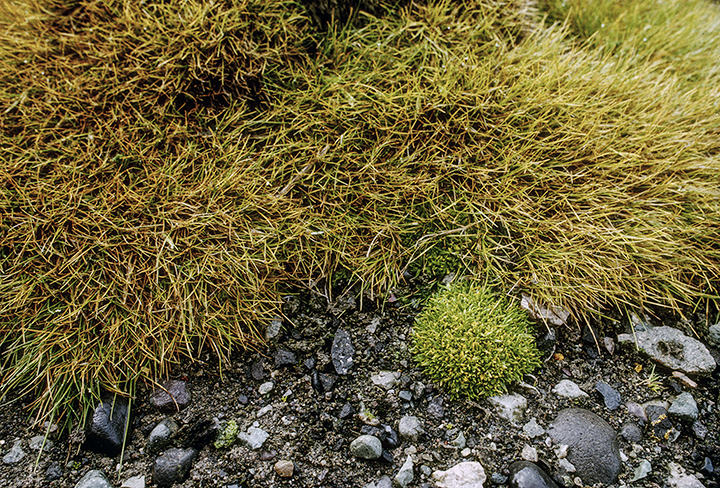
Pasto antártico y clavel antártico.

La extensa vegetación costera incluye líquenes, musgos y pastos, incluyendo el pasto antártico (Deschampsia antarctica) y la perla antártica (Colobanthus quitensis). Los suelos minerales contienen cianobacterias y diatomeas. Los artrópodos terrestres y las microalgas no marinas son abundantes. La turba en áreas cubiertas de musgo alcanza unos 80 cm de espesor y cubre áreas de más de una hectárea.

## Reclamaciones territoriales
Argentina incluye la isla en el departamento Antártida Argentina dentro de la provincia de Tierra del Fuego, Antártida e Islas del Atlántico Sur; para Chile forman parte de la comuna Antártica de la provincia Antártica Chilena dentro de la Región de Magallanes y de la Antártica Chilena; y para el Reino Unido integran el Territorio Antártico Británico. Las tres reclamaciones están sujetas a las disposiciones del Tratado Antártico.
Nomenclatura de los países reclamantes: 
- Argentina: isla Apéndice[5][12]
- Chile: isla Rivera[4]
- Reino Unido: Sterneck Island[8]